# 三義斷層
三義斷層（英語：Sanyi Fault）是台灣苗栗縣的逆移斷層，長約33公里，可分成南北兩段。北段長為8公里，位於苗栗縣大湖鄉大窩，向西延伸經雙連潭、重河至三義，呈現東西走向。
南段長約25公里，位於三義向南延伸經鯉魚口、中城至大甲溪，甚至可能延伸至豐原潭子地帶，呈現南北走向。因研判在全新世曾經活動，改列第一類活動斷層。

## 總結與評估
根據經濟部中央地質調查所研究，在斷層北段，也就是三義至大湖之間並沒有發現斷層截切更新世晚期地層的證據。而在斷層南段，其破損帶寬度可能超過400公尺，上盤並有分支斷層；大甲溪北岸斷層帶寬約30公尺，斷層破損帶寬約500公尺，上盤出露數條分支斷層；其中分支斷層SF5錯移低位河階面及一層灰黑色土壤層，造成約50公分的垂直移距。
由鑽探結果位於車籠埔斷層下盤的斷層帶，可能是桂竹林層或更老的地層逆衝至頭嵙山層之上，此斷層可能是三義斷層的向南延伸，因此三義斷層有可能向南延伸至豐原潭子地區。